# Ataeymir, Karacasu
Ataeymir là một thị trấn thuộc huyện Karacasu, tỉnh Aydın, Thổ Nhĩ Kỳ. Dân số thời điểm năm 2010 là 1.441 người.